# Casa Vert
La Casa Vert és un edifici del municipi de Girona que forma part de l'Inventari del Patrimoni Arquitectònic de Catalunya.

## Descripció
És un edifici de planta baixa i quatre pisos, on la darrera planta és un afegit posterior entre cornises. A planta baixa, les obertures s'unifiquen entre les portes de llinda planera i les finestres d'arc de punt rodó del primer pis, i configuren una elegància i monumentalitat a l'edifici, que està entre tres carrers. Aquesta planta baixa és de pedruscall deixat a la vista, d'una restauració posterior. La resta és arrebossada. Al primer pis és de balcons continus a les façanes a la Pda. De la Catedral i Força. Les llindes són planeres i de brancals arquitravats de pedra. La resta són senzilles. La façana de la Pda. És de finestres tapiades seguint la composició simètrica. Cantoneres de pedra.
Sembla que era un solar de la casa del benefici d'en Ribes, on sembla hi havia una gran olivera, vers el XVI. A la tanca de la casa actual hi ha la data de 1854. abans, des del 1800 al 1845 sembla que no hi havia edificació encara al solar. Actualment pertany a Anselm Vert.